# In Bruges
In Bruges är en amerikansk-brittisk långfilm från 2008. Filmen är skriven och regisserad av Martin McDonagh. I filmen ses Colin Farrell och Brendan Gleeson som yrkesmördarna Ray och Ken som blir beordrade av sin chef Harry, som spelas av Ralph Fiennes, att lämna London och åka till Brygge i Belgien efter att en av lönnmördarna dödat en pojke av misstag.
Filmen hade premiär på Sundance Film Festival i USA 17 januari, 2008. I Irland hade filmen premiär på Dublin Film Festival den 15 februari och sedan i Storbritannien 18 april 2008.

## Handling
Två irländska yrkesmördare, Ray (Colin Farrell) och Ken (Brendan Gleeson), skickas iväg till staden Brygge i Belgien för att invänta instruktioner från deras chef Harry Waters (Ralph Fiennes). I väntan på instruktionerna lever Ray och Ken ett liv som turister. Ju längre väntan dras ut desto mer overklig blir deras upplevelse när de hamnar i märkliga situationer med bland andra lokalbefolkningen, andra turister, en amerikansk dvärg vid namnet Jimmy (en skådespelare som deltar i ett europeiskt filmprojekt) och Chloë Villette (Clémence Poésy), som Ray blir romantiskt intresserad av. När Harry slutligen kontaktar dem ställs allting på sin spets.

## Produktion

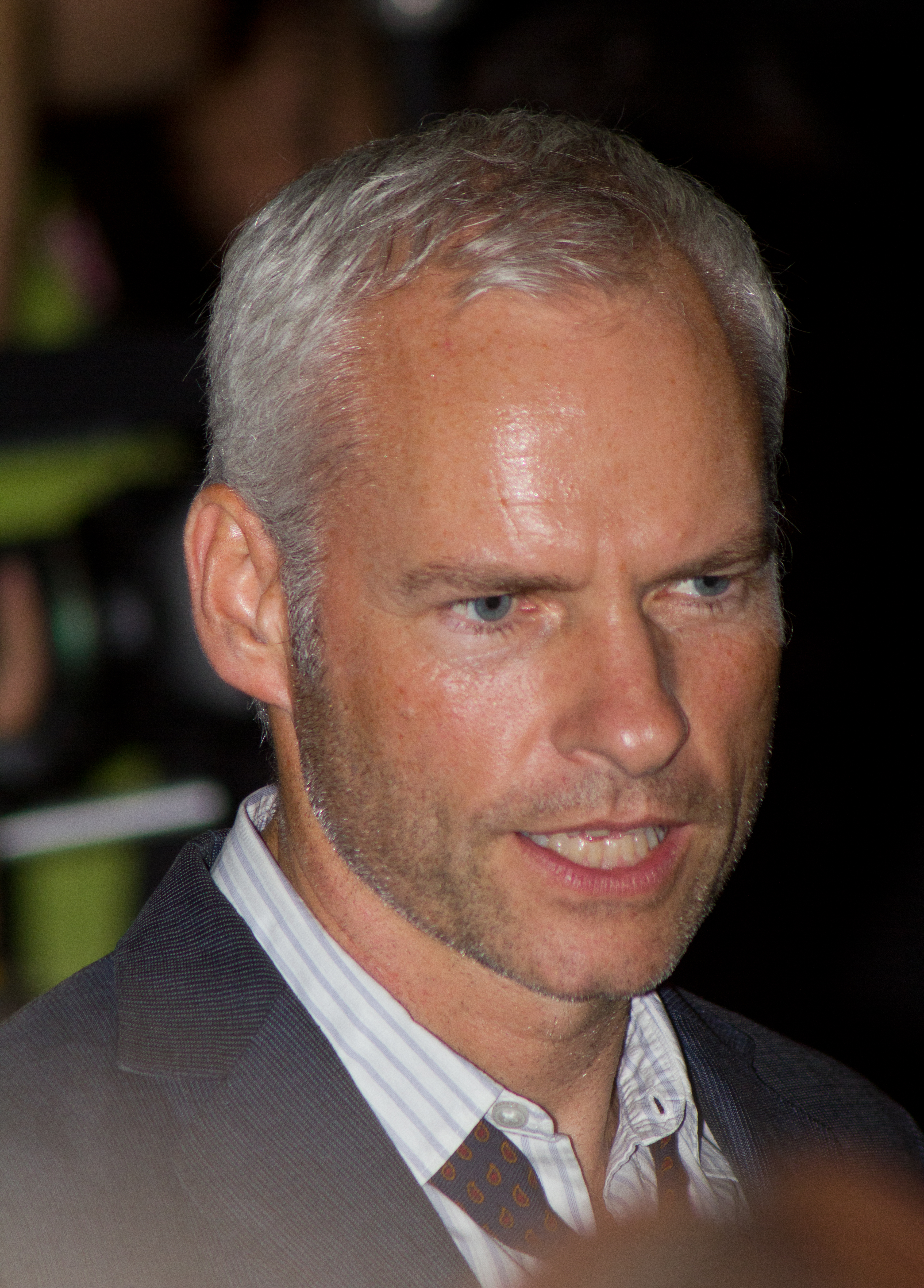
Martin McDonagh.

Filmen både utspelar sig i och är inspelad i Brygge i provinsen Västflandern i nordvästra Belgien. På frågan från den amerikanska filmsajten IndieWire varifrån idén till att förlägga filmens handling till just Brygge kom ifrån svarade filmens manusförfattare och regissör Martin McDonagh att det var ett eget besök till staden som låg bakom både själva platsen för handlingen samt dessutom de två huvudkaraktärerna Ray och Ken.
| ”                                                   | Jag åkte dit över en helg från London, utan att känna till någonting om staden. Jag slogs av hur vackert allting var: orört och medeltida och gotiskt – andligt. Och jag frågade mig själv varför staden inte förevigats på film tidigare, den var så utmärkande. Efter ytterligare en dag, efter att ha besökt varje museum och kyrka i staden, så blev jag uttråkad och ville bara supa mig full och dra därifrån. Därifrån någonstans växte de här två karaktärerna fram i mitt huvud: den kulturälskande nörden och den fulla slampan. | „ |
| – Martin McDonagh om inspirationen till In Bruges., | |   |

## Rollista (i urval)
| Colin Farrell        | – Ray                        |
| Brendan Gleeson      | – Ken                        |
| Clémence Poésy       | – Chloë Villette             |
| Jérémie Renier       | – Eirik                      |
| Jordan Prentice      | – Jimmy                      |
| Ralph Fiennes        | – Harry Waters               |
| Elizabeth Berrington | – Natalie Waters             |
| Eric Gordon          | – Yuri, Harrys kontakt       |
| Thekla Reuten        | – Marie                      |
| Željko Ivanek        | – kanadensisk restauranggäst |
| Anna Madeley         | – Denise                     |
| Ciarán Hinds         | – präst                      |

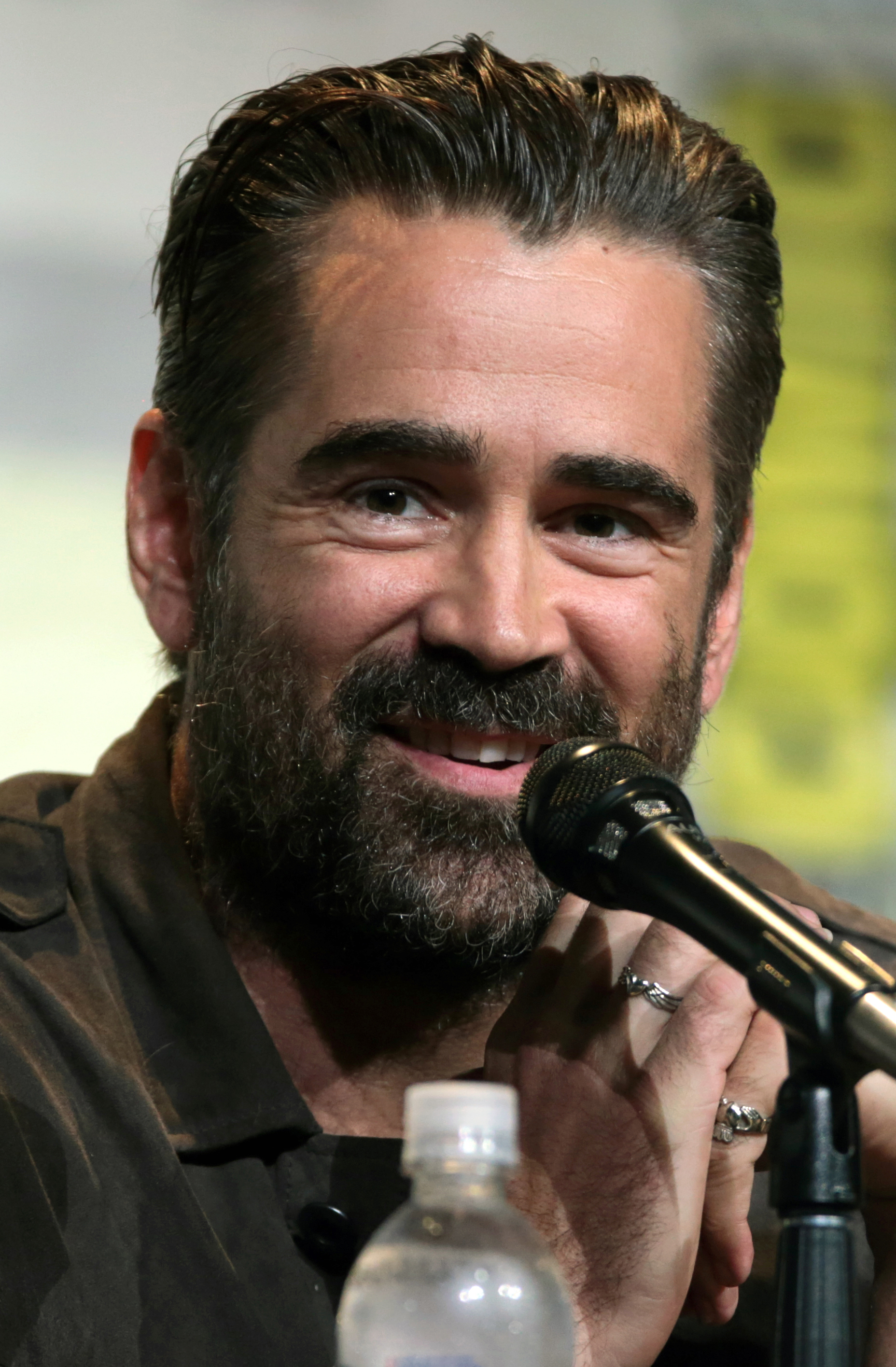
Colin Farrell
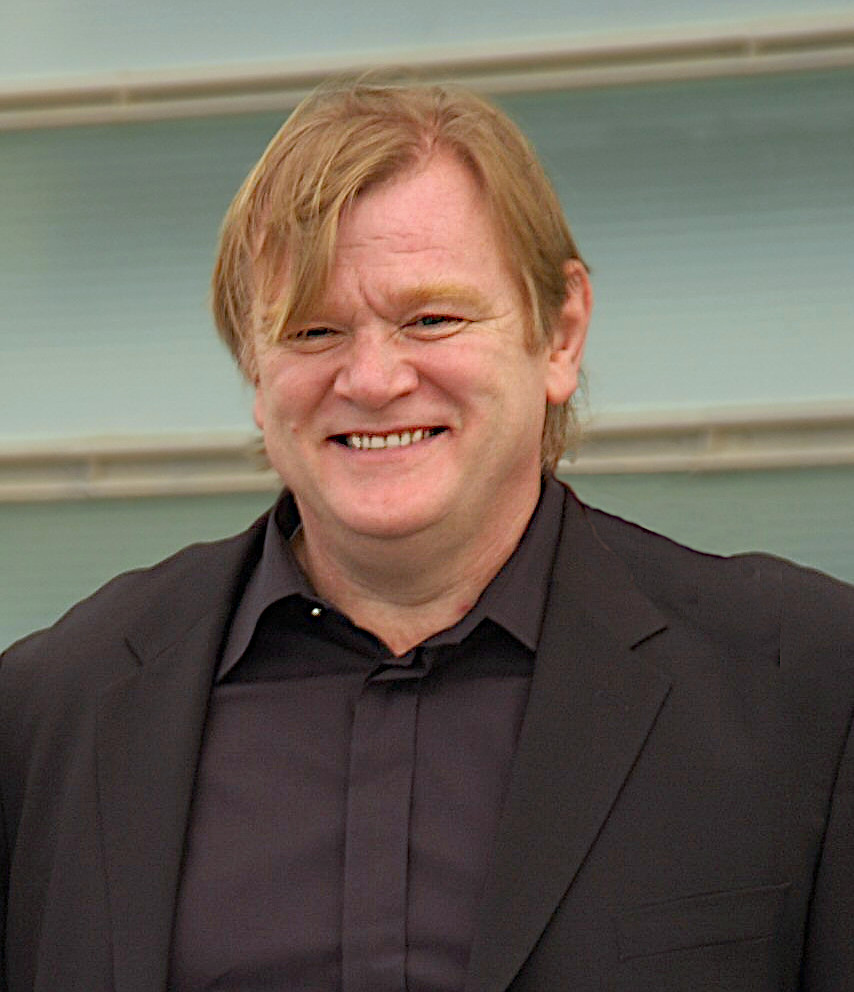
Brendan Gleeson
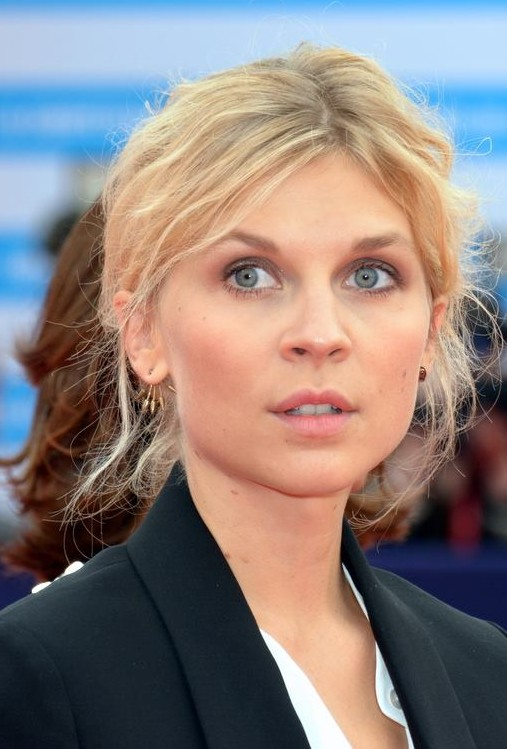
Clémence Poésy
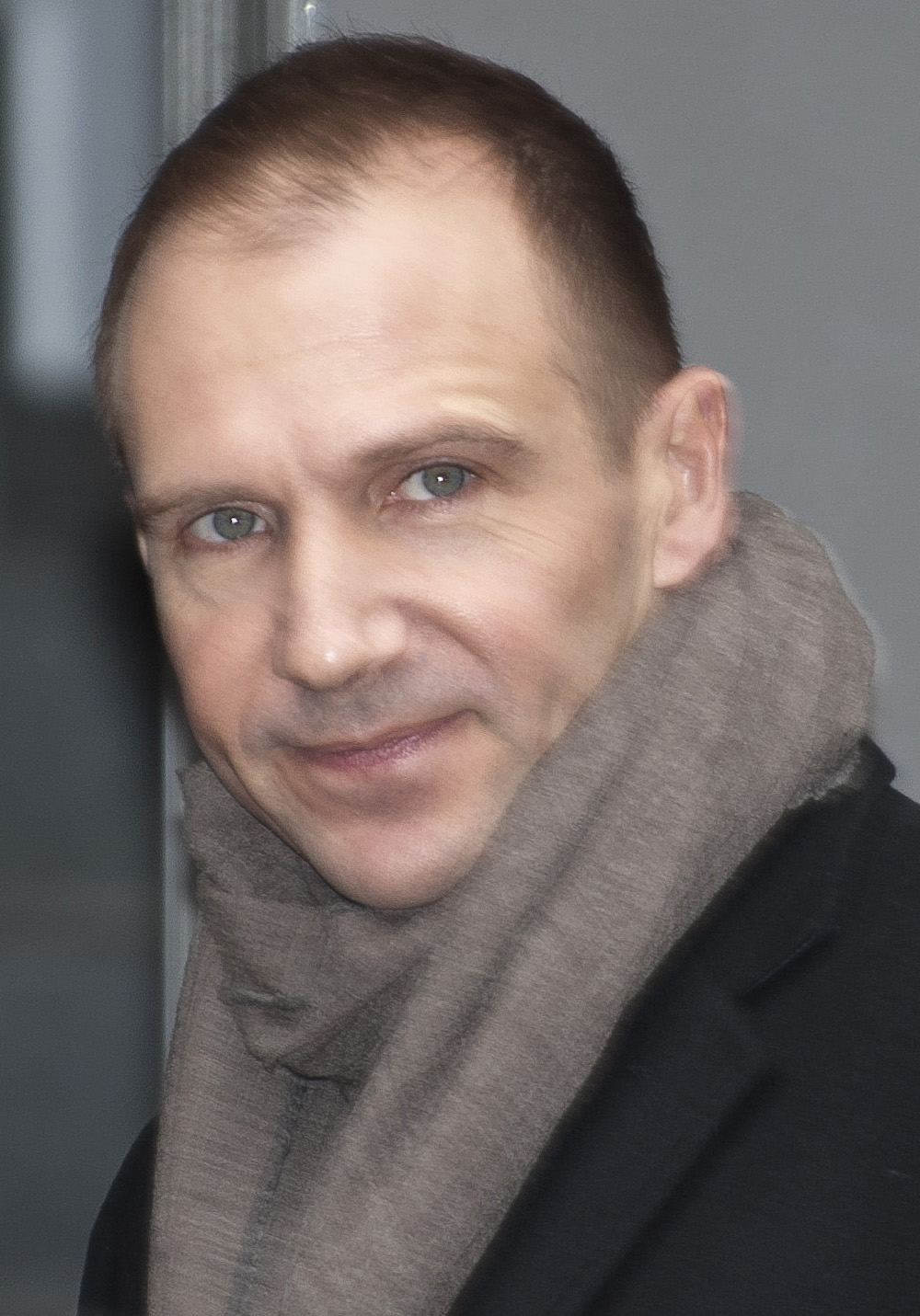
Ralph Fiennes

## Kritiskt mottagande
Filmen fick överlag ett positivt bemötande. Den amerikanske filmkritikern Roger Ebert blev imponerad och gav filmen fyra stjärnor av fyra möjliga och kommenterade att "Martin McDonagh har gjort en sevärd film, lika imponerade som "David Mamets första film, House of Games". Rotten Tomatoes rapporterar att recensenterna har gett filmen genomsnittsbetyget 79%. Metacritic gav filmen betyget 67 av 100.